# Templo de Kansas City
El Templo de Kansas City es uno de los templos construidos y operados por la Iglesia de Jesucristo de los Santos de los Últimos Días al norte del área metropolitana de Kansas City, el número 137.º construido por la iglesia y el segundo en Misuri, tras el Templo de San Luis. 

## Historia
En los años 1830 la iglesia planificó la construcción de tres templos en Misuri: en la ciudad de Independence, en el asentamiento mormón de Far West y en un lugar no especificado conocido como Adam-ondi-Ahman. Ninguno de los tres llegó a ser construido. El terreno fue dedicado para la construcción del templo en Independence y en Far West en 1831 y 1838 respectivamente. Aunque Kansas City era una de las ciudades colonizadas por los mormones de la era, estos se mudaron a Nauvoo durante la orden de exterminio de Misuri. La primera estaca organizada en Kansas City fue en 1956. Para 2008 la iglesia estaba organizada en 21 estacas en los estados de Kansas y Misuri.

## Anuncio
Los planes para la construcción del templo en Kansas City fueron anunciados durante la conferencia general de la iglesia en octubre de 2008, durante la 178.º Conferencia General Semianual por el presidente de esta confesión Thomas S. Monson. Ese mismo día se anunció la construcción del Templo de Roma, en Italia; el templo de Córdoba, Argentina; el templo de Filadelfia; y el templo de Calgary, en Canadá. Al hacerse el anuncio, Monson no llegó a especificar si la construcción tendría lugar en Kansas o en Misuri. Sin embargo, en una nota posterior de prensa se confirmó que el Templo sería construido en Shoal Creek, Condado de Clay (Misuri), anunció que fue confirmado en una conferencia en Liberty el 12 de octubre de 2008.

## Construcción

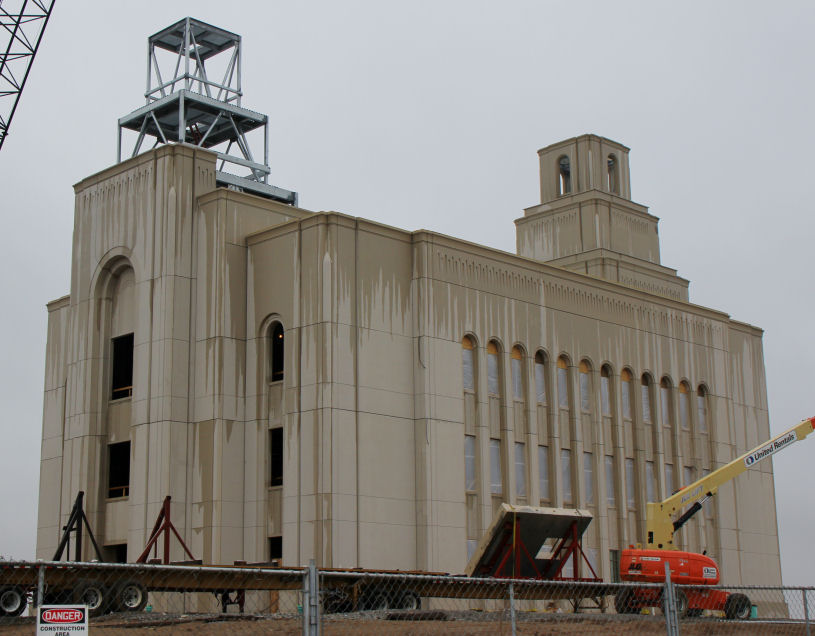
Templo en construcción, marzo de 2011.

Seis meses después del anuncio del templo en Kansas City, se presentó un plan del proyecto al gobierno de la ciudad que incluía planos del templo, una capilla de reunión contigua y un edificio con capacidad de 140 unidades unifamiliares en una extensión de terreno de 22 hectáreas de tierra. Los planes se presentaron por el proceso de aprobación de la ciudad, el cual requirió enmiendas para ajustarse a los códigos de construcción de la municipalidad. La primera fase del proyecto incluyó la colocación del lote de la capilla y 22 lotes residenciales unifamiliares.
Los pisos principales del templo fueron construidos de piedra caliza color oro champán procedente de México intercaladas por piedras de acento de granito color oro Cachemira de la India y piedra caliza color oro Inca de Paquistán. El interior del templo está revestido de madera Anigre natural de África, así como de roble blanco de los Estados Unidos.

## Dedicación
El 8 de mayo de 2010 se realizó la ceremonia de la primera palada y la dedicación eclesiástica del terreno sobre el que se construiría el templo, la cual fue realizada por Ronald A. Rasband quien en ese entonces presidía sobre los setenta (SUD). Solo líderes locales y unos 500 invitados adicionales asistieron a la ceremonia de la primera palada. 
El templo SUD de la ciudad de Kansas City fue dedicado para sus actividades eclesiásticas en tres sesiones el 6 de mayo de 2012, por Thomas S. Monson. Con anterioridad a ello, del 7-28 de abril de ese mismo año, la iglesia permitió un recorrido público de las instalaciones y del interior del templo.